# Корветы типа «Чинг Чианг»

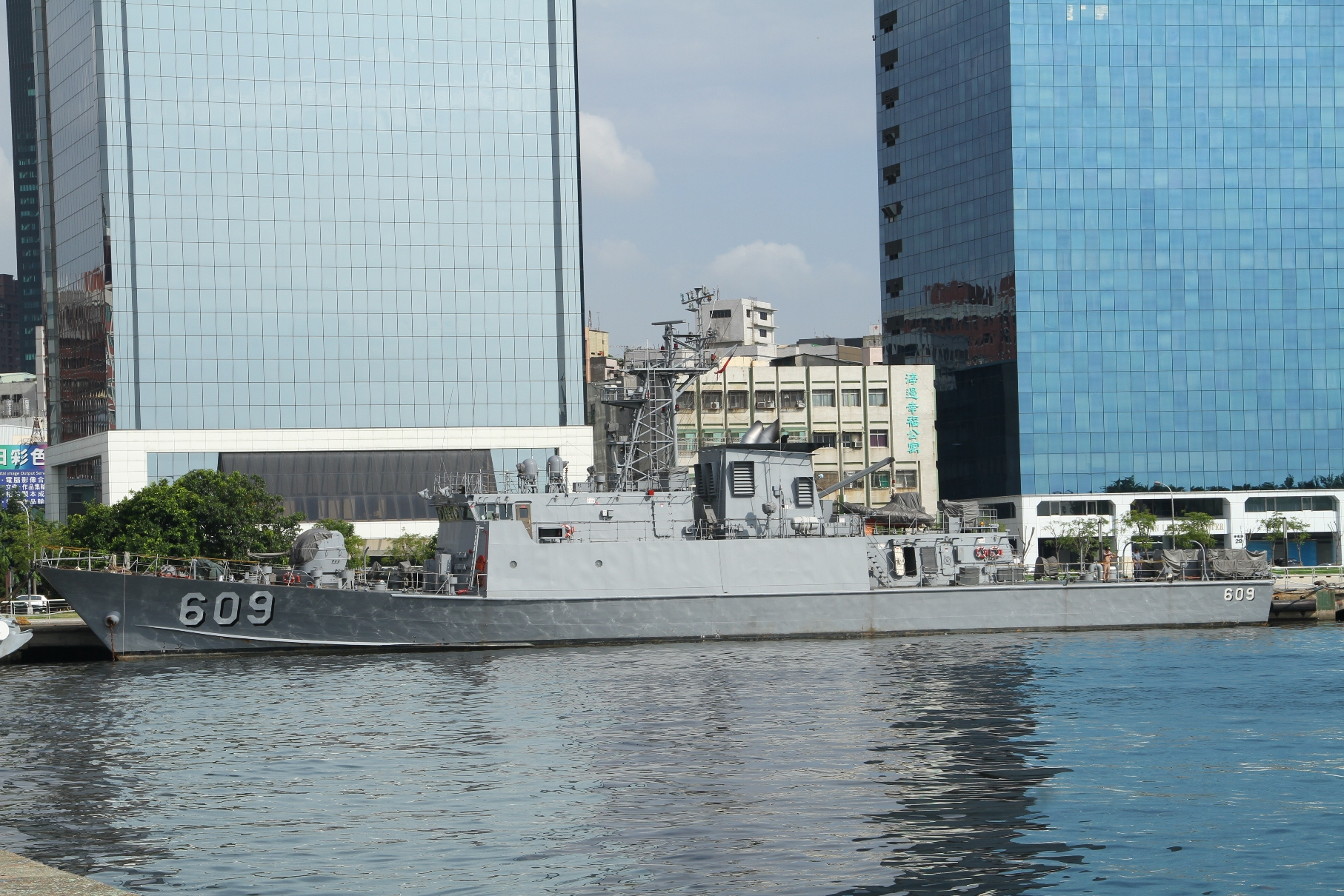
Корвет PGG-609

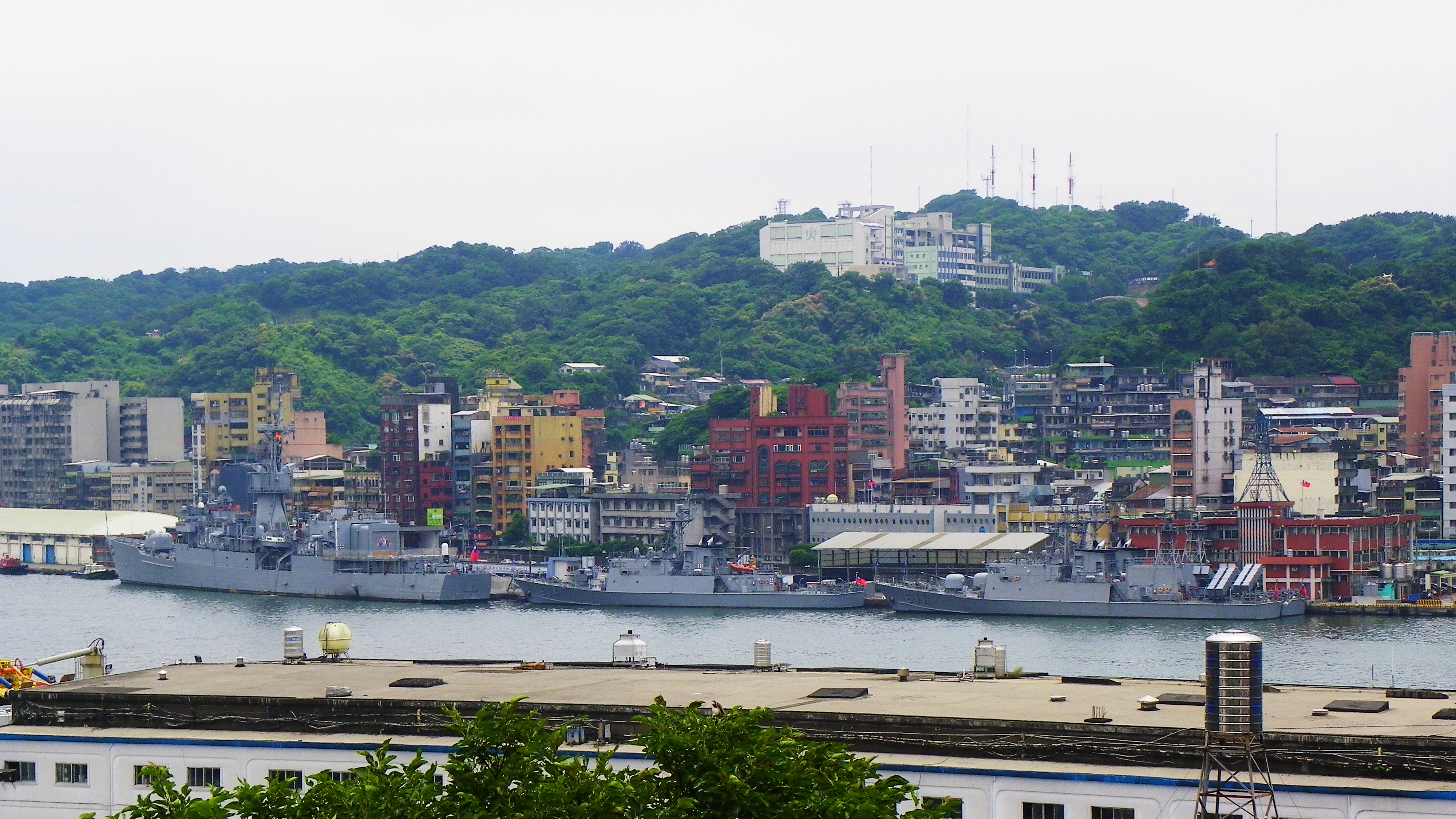
Фрегат «Чи Янг» (FFG-932) и три корвета типа «Чинг Чианг» у пирса в Килунге

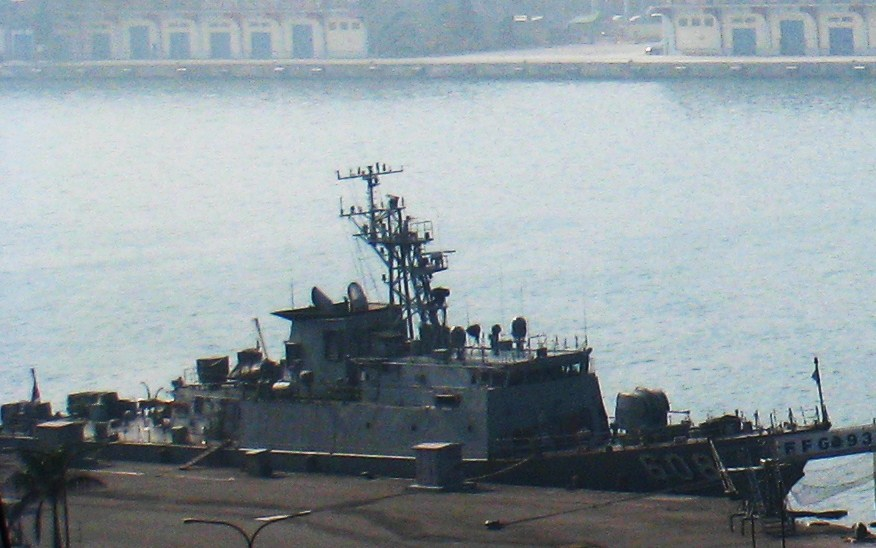
Корвет PGG-608 в порту Килунг

Корветы типа Чинг Чианг (кит. 錦江) — тип патрульных кораблей/корветов, построенных компанией CSBC для ВМС Китайской Республики.

## История
Первый корабль заложен 25 июня 1993 года, ещё 11 заказаны 16 июня 1997 года. Планы заказать ещё 12 кораблей были отменены в связи с решением о постройке корветов нового типа.
Корабли первоначально были оснащены ПКР HF-1, одной 40-мм зенитной установкой и одной 20-мм пушкой.
Два корабля этого типа — Hsin Chiang and Feng Chiang — прошли модернизацию и оснащены 76-мм артиллерийской установкой Oto Melara и четырьмя ракетами HF-II, а также антенной системы передачи данных.
Начиная с 2012 года ВМС Тайваня начали модернизацию кораблей этого типа, чтобы противостоять растущим возможностям КНР. Основными улучшениями были установка четырёх сверхзвуковых противокорабельных ракет HF-3 и 76-мм морской пушки OTO Melara вместо 40-мм орудия (на некоторых кораблях).

## Вооружение
Корабли вооружены противокорабельными ракетами HF-I с радиолокационным или оптическим наведением, дальностью стрельбы до 36 км и скоростью 0,9 М. Масса боевой части составляет 150 кг.
Два корабля (606 и 607), прошедшие модернизацию, вооружены ракетами HF-II с инерциальным автопилотом на маршевом участке траектории и радиолокационным/инфракрасным самонаведением на терминальном участке. Дальность стрельбы 130 км, скорость 0,85 М, масса боевой части
225 кг.
Электронное вооружение включает радар обзора воздушного пространства и поверхности Marconi LN66; I-диапазона, радар управления стрельбой Hughes HR-76C5 I/J-диапазона, навигационный радар Racal Decca Bridgemaster I-диапазона, высокочастотную ГАС Simrad обзора и целеуказания, системы управления оружием Honeywell H 930 Mod 2 и Contraves WCS, инфракрасный визир Rafael Sea Eye FUR с дальностью более 3 км.

## История службы
В 2020 году один из патрульных кораблей этого типа, оснащенный специальным оборудованием для радиоэлектронной борьбы, использовался для создания помех сбору сигналов китайских кораблей-шпионов во время ежегодных учений Han Kuang.
Головной корабль этого типа, «Чинг Чианг», был списан 1 февраля 2021 года.

### Происшествия
В 2016 году Цзинь Чан (PGG-610) случайно запустил ракету HF-3 во время испытаний в доке. Хотя на ракете не было боевой части, она попала в рыболовное судно и нанесла значительный ущерб. Капитан судна погиб, трое членов экипажа получили ранения.

## Состав серии
Всего построено 12 кораблей этого типа.
| Название     | Номер | Верфь                       | Заложен    | Спущен     | В строю    | Списан     | Статус  |
| ------------ | ----- | --------------------------- | ---------- | ---------- | ---------- | ---------- | ------- |
| Jin Chiang   | 603   | Lien-Ho, Kaohsiung          | 25.06.1993 | 01.05.1994 | 01.12.1994 | 01.02.2021 | Списан  |
| Tan Chiang   | 605   | en:CSBC Corporation, Taiwan |            | 18.06.1998 | 07.09.1999 |            | В строю |
| Hsin Chiang  | 606   | en:CSBC Corporation, Taiwan |            | 14.08.1998 | 07.09.1999 |            | В строю |
| Feng Chiang  | 607   | en:CSBC Corporation, Taiwan |            | 22.10.1998 | 29.10.1999 |            | В строю |
| Tseng Chiang | 608   | en:CSBC Corporation, Taiwan |            | 16.11.1998 | 29.10.1999 |            | В строю |
| Kao Chiang   | 609   | en:CSBC Corporation, Taiwan |            | 15.12.1998 | 29.10.1999 |            | В строю |
| Jing Chiang  | 610   | en:CSBC Corporation, Taiwan |            | 13.05.1999 | 15.02.2000 |            | В строю |
| Hsian Chiang | 611   | en:CSBC Corporation, Taiwan |            | 16.07.1999 | 15.02.2000 |            | В строю |
| Tsi Chiang   | 612   | en:CSBC Corporation, Taiwan |            | 22.12.1999 | 15.02.2000 |            | В строю |
| Po Chiang    | 614   | en:CSBC Corporation, Taiwan |            | 22.12.1999 | 21.07.2000 |            | В строю |
| Chan Chiang  | 615   | en:CSBC Corporation, Taiwan |            | 21.01.2000 | 21.07.2000 |            | В строю |
| Chu Chiang   | 617   | en:CSBC Corporation, Taiwan |            | 25.02.2000 | 21.07.2000 |            | В строю |

## Смотрите также
- Корвет типа Tuo Chiang
- Морское патрульное судно класса Anping
- Корвет Тип 037
- Патрульный корабль типа "Циклон"